# Ansei

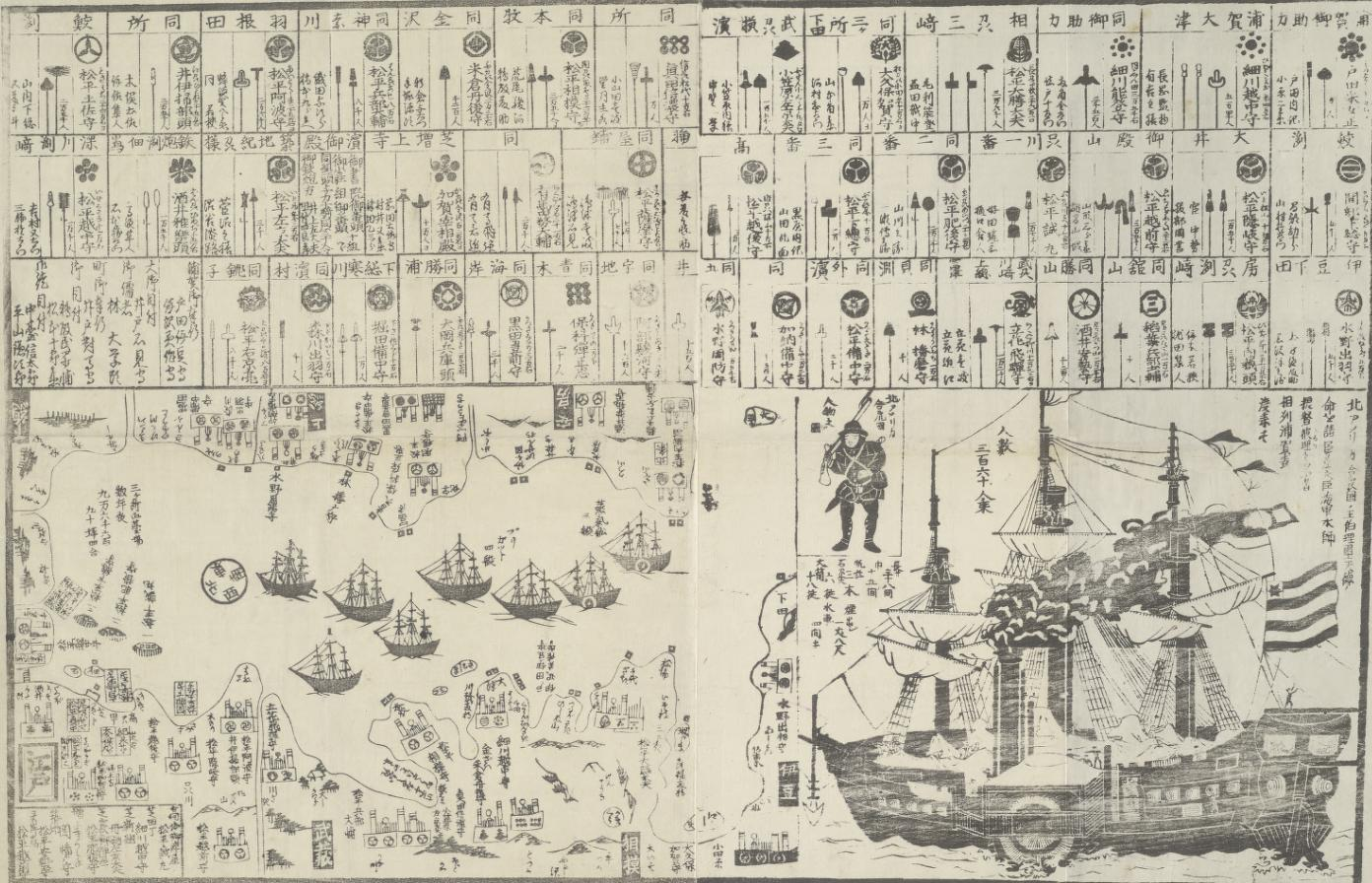
Japansk teckning föreställande Perrys expedition 1854.

Ansei (japanska: 安政?, Ansei) (27 november 1854–18 mars 1860) är en period i den japanska tideräkningen. Perioden infaller under kejsar Komeis regeringstid, och inleddes efter en mängd järtecken. Dit hörde bland annat att amerikanernas "svarta skepp" under Matthew C. Perrys befäl anlände för att sätta press på det redan vacklande militärstyret i Japan (shogunatet).
Perioden har gett namn till Anseijordbävningarna som inträffade 1854 och 1855. 1858, år ansei 5, grundades Keiouniversitetet, som dock har fått sitt nuvarande namn efter Keioperioden.